# Dansuri latino

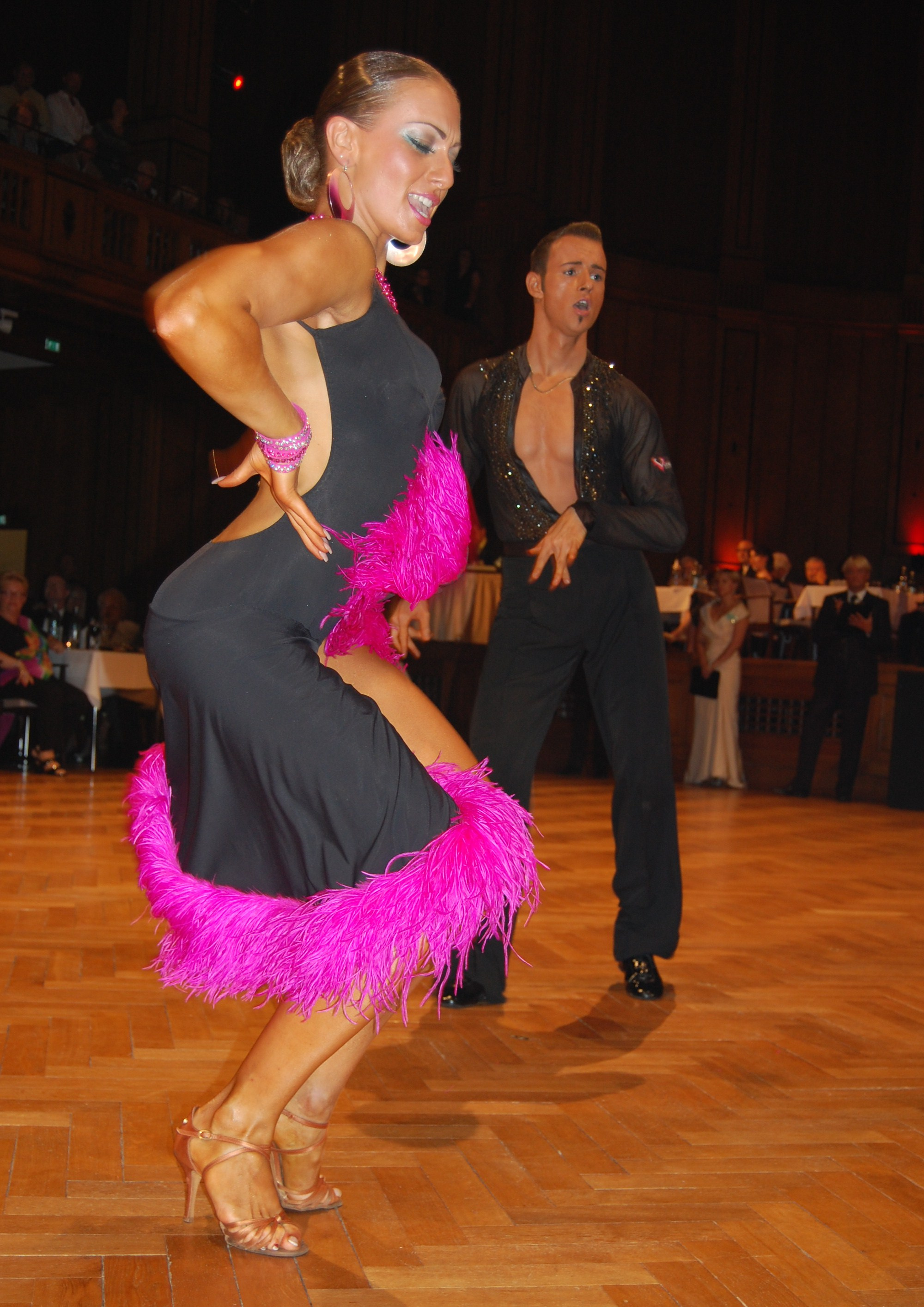
Demonstrație de dans latino

Dansurile latino este o denumire generică (și un termen din cadrul jargonului pentru competițiile de dans sportiv în perechi) care se referă la o gamă variată de dansuri de societate și dansuri populare originare din America Latină. Aceste dansuri sunt moștenitoarele culturii latino-americane, cum ar fi cea a Cubei, Venezuelei, Braziliei etc, unde muzica și dansul înseamnă ceva mai mult decât distracție, este un stil de viață, o formă de expresie și comunicare.
Cu un caracter, stil, total diferit de cel al dansurilor standard, dansurile latino exprimă forță, și cel mai important, sentiment. O altă carasteristică ce diferențiază dansurile latino de alte stiluri de dans este mișcarea șoldurilor care acompaniază pașii.
Exemple de dansuri de societate latino: cha-cha-cha, rumba, samba, salsa, mambo, danza, merengue, tumba, bachata, bomba, plena, paso doble and bolero. Unii specialiști consideră tango-ul și tango-ul argentinian ca facând parte din această listă.
Dansurile Latino Internaționale din cadrul dansurilor sportive, recunoscute de Consiliul Mondial al Dansului (World Dance Council) , Federația Mondială de Dans Sportiv (World DanceSport Federation)  IDSA și IDU sunt Cha Cha, Samba, Rumba, Paso Doble și Jive.

## Genuri de dansuri latino
Samba este un dans brazilian efectuat pe genul muzical cu același nume, originar din Bahia, cu rădăcini la Rio de Janeiro - Brazilia și Africa.
Rumba sau perla dansurilor latino-americane este un stil de dans autentic din Cuba, caracterizat prin senzualitate și eleganță. Cu o tentă pasională și agresivă în același timp, astăzi rumba se dansează pe ritmuri de bolero, dar mai lente decât în dansul autentic cubanez.
Salsa, cea mai populară variație a unui dans latino, este un dans originar din America de Sud și Insulele Caraibe, caracterizat prin mișcări bruște ale brațelor și mișcări lente ale picioarelor.
Merengue, originar din America Latină, este dansul național al Republicii Dominicane și se poate dansa în doi sau în cerc, având un ritm scurt și precis. Partenerii stau apropiați unul de celălalt în timpul dansului, o combinație între menuetul francez de la finele anilor 1700 și începutul lui 1800 și dansul african.
Cha-cha-cha este denumirea unui dans cu originea tot în Cuba, dansat astăzi pretutindeni pe ritmuri cubaneze autentice, pe rock sau pop latino. 